# Therese (Vorname)
Therese ist ein weiblicher Vorname.

## Herkunft
Beim Vornamen Therese handelt es sich um eine deutsche und skandinavische Variante von Theresa, bzw. eine nordische Schreibweise von Thérèse.

## Verbreitung
Der Name Therese ist überwiegend im deutschen Sprachraum und Skandinavien geläufig.
In Norwegen zählte der Name von 1970 bis 1998 sowie in den Jahren 2001 und 2002 zu den 100 beliebtesten Mädchennamen. Besonders beliebt war er in den 1980er Jahren. Als höchste Platzierung erreichte er im Jahr 1986 Rang 18 in den Vornamenscharts, was die einzige Top-20-Platzierung blieb.
In Schweden tragen 36.046 Frauen Therese [tɛ.ˈreːs] als Vornamen, bei 14.929 davon handelt es sich um den Rufnamen. Ihr durchschnittliches Alter beträgt 39,9 Jahre (Stand 31. Dezember 2022).
In Deutschland wird der Name Therese [te.ˈʁeː.zə] nur sehr selten vergeben. Zwischen 2010 und 2022 wurde nur etwa 200 Mädchen dieser Name als erster Vorname gegeben. Dabei ist er vor allem im Saarland beliebt.
In Frankreich war die Variante Thérèse [te.ʁɛz] zu Beginn des 20. Jahrhunderts sehr beliebt. Von 1926 bis 1940 zählte er zu den 20 meistgewählten Mädchennamen. Ab den 1940er Jahren sank die Popularität des Namens, bis er im Jahr 1965 die Top-100 der Vornamenscharts verließ. Im Jahr 1985 fand er sich zuletzt unter den 500 häufigsten Mädchennamen Frankreichs.

## Varianten
Die französische Form des Namens wird Thérèse geschrieben, weitaus seltener ist die Schreibweise Thérèze.
Daneben findet sich die wallonische Variante Tereze und die litauische Form Teresė [tʲɛ.ˈrʲɛ.sʲeː].
Im Dänischen, Norwegischen und Schwedischen findet sich die alternative Schreibweise Terese, die gleichzeitig die baskische Variante darstellt.
Für weitere Varianten: siehe Theresa#Varianten

## Namenstag
Der Namenstag von Therese wird nach Therese von Wüllenweber am 5. September oder 25. Dezember gefeiert, siehe auch Namenstage von „Theresa“.

## Namensträgerinnen

### Therese
- Therese Affolter (* 1951), Schweizer Theater- und Filmschauspielerin
- Therese Alshammar (* 1977), schwedische Schwimmerin
- Therese Ammon (1877–1944), österreichische Politikerin der Sozialdemokratischen Arbeiterpartei Österreichs
- Therese Angeloff (1911–1985), deutsche Kabarettistin und Schauspielerin
- Therese von Artner (1772–1829), ungarndeutsche Schriftstellerin
- Therese Sessy Åsland (* 1995), norwegische Fußballspielerin
- Therese von Bacheracht (1804–1852), deutsche Schriftstellerin
- Therese Bartolozzi († 1843), deutsche Pianistin und Komponistin
- Therese Behr-Schnabel (1876–1959), deutsche Sängerin
- Therese Benedek (1892–1977), ungarisch-US-amerikanische Psychiaterin und Psychoanalytikerin
- Therese Bengtsson (* 1979), schwedische Handballspielerin
- Therese Bichsel (* 1956), Schweizer Journalistin und Schriftstellerin
- Therese Bichsel-Spörri (1930–2005), Schweizer Schauspielerin
- Therese Bickel (1941–1999), Schweizer Art-brut-Malerin
- Therese Biedermann (1863–1942), österreichische Sängerin
- Therese Blaschke, österreichische Lehrerin und Redakteurin
- Therese Blase (1873–1930), deutsche Sozialpolitikerin
- Therese Blunck (1875–1942), deutsche Fürsorgerin
- Therese Bodenburg (1738–1793), österreichische Theaterschauspielerin
- Therese Borssén (* 1984), schwedische Skirennläuferin
- Therese Boschetti (1847–1919), österreichische Kinderdarstellerin und Opernsängerin (Sopran)
- Therese Both (1852–1940), deutsche Theaterschauspielerin
- Therese Bousset, deutsche Erzieherin und Lehrerin
- Therese Brandl (1909–1948), deutsche KZ-Aufseherin
- Therese Braunecker-Schäfer (1825–1888), österreichische Theaterschauspielerin, Sängerin (Sopran) und Tänzerin
- Therese Brunetti (1782–1864), österreichische Theaterschauspielerin und Tänzerin
- Therese Brunsvik (1775–1861), ungarische Gräfin, Vertraute Beethovens und Gründerin der Kindergärten in Ungarn
- Therese Comodini Cachia (* 1973), maltesische Politikerin, MdEP
- Therese Chromik (* 1943), deutsche Schriftstellerin
- Therese Dahn (1845–1929), deutsche Schriftstellerin
- Therese Damsgaard (* 1979), dänische Schauspielerin
- Therese Danner (1861–1934), deutsche Kunstmäzenin und Gründerin der Danner-Stiftung
- Therese Dessoir (1810–1866), deutsche Theaterschauspielerin
- Therese Deutsch, deutsche Politikerin (DNVP), MdL
- Therese Döllinger, deutsche Theaterschauspielerin
- Therese Dworak (1899–1944), österreichische Widerstandskämpferin gegen den Nationalsozialismus
- Therese Eisenmann (* 1953), österreichische Künstlerin
- Therese Eissl, österreichische Malerin
- Therese Elßler (1808–1878), Tänzerin
- Therese Eunicke (1774–1849), deutsche Schauspielerin und Opernsängerin (Sopran)
- Therese Feuersinger (* 1998), österreichische Triathletin
- Therese Fläxl (1920–2012), deutsche Kinounternehmerin
- Therese Focking (1828–1911), deutsche Fröbelpädagogin und Kinderbuchautorin
- Therese Frohnhöfer (1908–1987), deutsche Politikerin (CSU)
- Therese Frösch (* 1951), Schweizer Politikerin (Grüne)
- Therese Fuchs (1849–1910), deutsche Landschaftsmalerin der Düsseldorfer Schule
- Therese Fuhrer (* 1959), deutsche Altphilologin Schweizer Herkunft
- Therese Gelbke (1829–1892), deutsche Theaterschauspielerin
- Therese Giehse (1898–1975), deutsche Schauspielerin
- Therese Grob (1798–1875), österreichische Sängerin
- Therese Grünbaum (1791–1876), österreichische Opernsängerin (Sopran)
- Therese Hallinger (1909–2001), deutsche Handwerksmeisterin und Kunstdozentin
- Therese Hämer (* 1962), deutsche Schauspielerin und Hörspielsprecherin
- Therese Heberle (1805–1840), österreichische Tänzerin und Sängerin
- Therese Hilbert (* 1948), Schweizer Goldschmiedin
- Therese von Hobe (1837–1915), deutsche Schriftstellerin und Jugendbuchautorin
- Therese zu Hohenlohe-Waldenburg (1869–1927), deutsche Adlige; Förderin der landwirtschaftlichen Hausfrauenvereine in Württemberg
- Therese Holbein von Holbeinsberg († 1857), österreichische Malerin und Radiererin
- Therese Huber (1764–1829), deutsche Schriftstellerin
- Therese von Jacob (1797–1870), deutsche Schriftstellerin, Volksliedforscherin und Slawistin
- Therese Johaug (* 1988), norwegische Skilangläuferin
- Therese Keiter (1859–1925), deutsche Schriftstellerin
- Therese Kilanyi, ungarische Balletttänzerin, -meisterin und -choreographin
- Therese Marie Kleemann (1820–1852), österreichische Theaterschauspielerin
- Therese Klompenhouwer (* 1983), niederländische Karambolagespielerin
- Therese Klostermann (1913–1944), österreichische Arbeiterin und Widerstandskämpferin gegen den Nationalsozialismus
- Therese Körner (1901–1994), deutsche Kommunalpolitikerin (CDU)
- Therese Köstlin (1877–1964), deutsche Lyrikerin und Liedtexterin
- Therese Krones (1801–1830), österreichische Schauspielerin und Sängerin (Sopran)
- Therese Krüger (1867–1944), deutsche Übersetzerin
- Therese Krupp (1790–1850), deutsche Unternehmerin
- Therese von Lisieux (1873–1897), französische Karmelitin, Heilige, Kirchenlehrerin
- Therese Lohner (* 1967), österreichische Schauspielerin
- Therese Lukasser (* 1932), österreichische Politikerin (ÖVP), Mitglied des Bundesrates und Tiroler Landtagsabgeordnete
- Therese Lundin (* 1979), schwedische Fußballspielerin
- Therese Malfatti (1792–1851), österreichische Musikerin
- Therese Malten (1853–1930), deutsche Sängerin (Sopran)
- Therese Mauser (1831–1917), katholische Jungfrau und Dulderin
- Therese von Miltitz (1827–1912), deutsche Hofdame, Altkatholikin
- Therese Mirani (1824–1901), österreichische Kunsthandwerkerin
- Therese Mogger (1875–1956), deutsche Architektin
- Therese Moll (1934–1961), Schweizer Grafikdesignerin
- Therese von Mor (1871–1945), österreichische Malerin
- Therese Mülhause-Vogeler (1893–1984), deutsche Lehrerin, Graphologin, Schriftstellerin und Vertreterin der Freikörperkultur
- Therese Neudorfer (1920–1990), österreichische Politikerin (SPÖ), oberösterreichische Landtagsabgeordnete
- Therese Neuer-Miebach (* 1949), deutsche Soziologin und Ethikexpertin
- Therese Neumann (1898–1962), bayerische Bauernmagd
- Therese Niss (* 1977), österreichische Unternehmerin und Politikerin (ÖVP)
- Therese Paulmann (1838–1908), deutsche Theaterschauspielerin
- Therese Peche (1806–1882), österreichische Theaterschauspielerin
- Therese Wilhelmine von Pollheim-Winkelhausen († 1757), Gräfin, kurpfälzische Obersthofmeisterin und Fürstäbtissin des Kanonissenstifts Lindau (1743–1757)
- Therese Pulszky (1819–1866), österreichisch-ungarische Schriftstellerin
- Therese Renz (1859–1938), deutsche Kunstreiterin, Dompteuse und Zirkusdirektorin
- Therese Rie (1878–1934), österreichische Schriftstellerin, Journalistin und Musikkritikerin
- Therese Ringelhardt (1817–1892), deutsche Theaterschauspielerin
- Therese Roßbach (1861–1953), deutsche Stifterin und Sozialpädagogin
- Therese Rosenberg, österreichische Theaterschauspielerin
- Therese Rothauser (1865–1943), deutsche Opernsängerin (Alt)
- Therese Rotzer-Mathyer (* 1964), Schweizer Politikerin (Die Mitte)
- Therese Schachner (1869–1950), österreichische Malerin
- Therese Schefer (1861–1907), deutsche Schriftstellerin
- Therese Schielke (* 1958), polnische Basketballtrainerin und ehemalige -spielerin
- Therese Schläpfer (* 1959), Schweizer Politikerin (SVP)
- Therese Schlesinger (1863–1940), österreichische Publizistin, Politikerin (SDAP) und Frauenrechtlerin, Abgeordnete zum Nationalrat, Mitglied des Bundesrates
- Therese Schlundt (1922–2014), deutsche Hebamme
- Therese Schmitt (1877–1948), deutsche Politikerin
- Therese Elisabetha Schmitt (1910–1956), deutsche Kunstfliegerin
- Therese Schreiber, österreichische Zeugin Jehovas und Opfer des Nationalsozialismus
- Therese Seehofer (1846–1936), österreichisch-deutsche Opernsängerin (Sopran)
- Therese Seidel (* 1942), deutsche Anglistin
- Therese Šip (1883–1969), österreichische Politikerin (SPÖ) und Fürsorgerätin
- Therese Sjögran (* 1977), schwedische Fußballspielerin
- Therese Stählin (1839–1928), deutsche Diakonisse und Oberin der Diakonissenanstalt Neuendettelsau
- Therese Staufenau (1816–1864), jüngste Tochter des Mathematikers, Astronomen und Physikers Carl Friedrich Gauß
- Therese Steinhardt (1896–1948), US-amerikanische Malerin
- Therese von Sternbach (1775–1829), Tiroler Freiheitskämpferin
- Therese Strasser, deutsche Filmkomponistin
- Therese Studer (1862–1931), Begründerin katholischer Arbeiterinnenvereine, erste Verbandsekretärin beim Süddeutschen Verband katholischer Arbeiterinnenvereine
- Therese Tesdorpf-Sickenberger (1853–1926), deutsche Pädagogin und Schriftstellerin
- Therese Kunigunde von Polen (1676–1730), Tochter von König Johann III. Sobieski und die zweite Frau von Kurfürst Maximilian II. Emanuel
- Therese von Bayern (1850–1925), deutsche Ethnologin, Zoologin, Botanikerin und Anthropologin
- Therese von Braunschweig-Wolfenbüttel (1728–1778), Prinzessin von Braunschweig-Wolfenbüttel, Äbtissin von Stift Gandersheim
- Therese von Liechtenstein (1850–1938), Prinzessin von und zu Liechtenstein und Prinzessin von Bayern
- Therese von Sachsen-Altenburg (1823–1915), deutsche Prinzessin von Sachsen-Altenburg
- Therese von Sachsen-Altenburg (1836–1914), Herzogin von Dalekarlien
- Therese von Sachsen-Hildburghausen (1792–1854), Königin von Bayern
- Therese zu Mecklenburg (1773–1839), Prinzessin, geborene Herzogin zu Mecklenburg und Ehefrau des Fürsten Karl Alexander von Thurn und Taxis
- Therese Tietjens (1831–1877), deutsche Opernsängerin (Sopran) und Gesangspädagogin
- Therese Torgersson (* 1976), schwedische Seglerin
- Therese Trethan (1879–1957), österreichische Kunsthandwerkerin, Modeentwerferin, Malerin und Fachlehrerin
- Therese Vestris (1726–1808), italienische Tänzerin
- Therese Vogl (1845–1921), deutsche Sopranistin
- Therese von der Vring (1894–1927), deutsche Malerin des Expressionismus
- Therese Wagner (1797–1858), bayerische Bierbrauerin und Unternehmerin
- Therese Weber (1813–1875), deutsche Malerin
- Therese Weber (* 1953), Schweizer bildende Künstlerin
- Therese Wieland (* 1938), deutsche Lehrerin
- Therese Wieser (1898–1976), deutsche Fachlehrerin, Landwirtin und Senatorin (Bayern)
- Therese Willstedt (* 1984), schwedische Regisseurin und Choreografin
- Therese aus dem Winckel (1779–1867), deutsche Harfenistin, Malerin und Schriftstellerin
- Therese Winkler (1824–1907), deutsche Lehrerin und Schriftstellerin
- Therese Wislander (* 1990), schwedische Handballspielerin
- Therese Wittrock (1888–1957), sozialdemokratische Widerstandskämpferin in der Sozialistischen Front in Hannover
- Therese Wolfhagen (1811–1890), deutsche Malerin
- Therese von Wüllenweber (1833–1907), Gründerin des Ordens der Salvatorianerinnen
- Therese Zamara (1856–1927), österreichische Harfenistin und Musikpädagogin
- Therese von Zandt (1771–1858), deutsche Pianistin, Sängerin und Musikjournalistin
- Therese Zauser (1910–1942), österreichische Varieté- und Ausdruckstänzerin
- Therese Zenz (1932–2019), deutsche Kanutin

weitere Vornamen
- Amalia Maria Therese von Pfalz-Sulzbach (1651–1721), Prinzessin aus dem Haus Wittelsbach und Karmelitin
- Elisabeth Therese von Lothringen (1711–1741), Königin von Sardinien
- Marie Therese Forster (1786–1862), deutsche Erzieherin
- Christiane Therese Gayer (1819–1896), deutsche Gönnerin der Stadt Gotha
- Marie Therese Gosse (1876–1961), deutsche Pädagogin
- Hildegard Therese Himmelweit (1918–1989), britische Sozialpsychologin deutscher Herkunft
- Marie Therese Hug (1911–2005), deutsche Prinzessin aus dem Hause Hohenzollern
- Edel Therese Høiseth (* 1966), norwegische Eisschnellläuferin
- Olga Therese Kalkschmidt (1876–1959), deutsche Malerin
- Marie Therese (1927–1994), niederländisch-deutsche Gründerin des Ordens Communio in Christo
- Marie Therese von Braganza (1855–1944), Prinzessin von Bragança und Infantin von Portugal
- Marie Therese von Österreich-Este (1849–1919), Erzherzogin von Österreich-Este, Prinzessin von Modena und Königin von Bayern (1913–1918)
- Ann Therese Ndong-Jatta (* 1956), gambische Pädagogin, Politikerin und Funktionärin bei der UNESCO
- Anna Therese Rawengel (1878–1932), deutsche Politikerin (DNVP), MdR
- Maria Therese Tviberg (* 1994), norwegische Skirennläuferin

### Thérèse
- Thérèse Allah (1936–2020), ivorische Sängerin
- Thérèse Bacq (1825–1896), französische Ordensgründerin
- Thérèse de Bavoz (1768–1838), französische Benediktinerin, Äbtissin, Klostergründerin und Ordensgründerin
- Thérèse Bonney (1894–1978), US-amerikanische Fotoreporterin
- Thérèse Brenet (* 1935), französische Komponistin und Musikpädagogin
- Thérèse Brisson (* 1966), kanadische Eishockeyspielerin und Sportfunktionärin
- Thérèse Casgrain (1896–1981), kanadische Frauenrechtlerin und Politikerin
- Thérèse Coffey (* 1971), britische Politikerin (Konservative Partei)
- Thérèse Couderc (1805–1885), französische Ordensgründerin und Heilige der katholischen Kirche
- Thérèse Dancourt (1663–1725), französische Schauspielerin
- Thérèse Demar (1786–1858), deutsch-französische Harfenistin, Sängerin, Komponistin und Verlegerin
- Thérèse de Dillmont (1846–1890), österreichische Handarbeitslehrerin und Sachbuchautorin
- Thérèse-Anne Druart (* 1945), belgische Philosophin
- Thérèse Durnerin (1847–1905), französische römisch-katholische Mystikerin und Gründerin der Société des Amis des Pauvres
- Thérèse Dussaut (* 1939), französische Pianistin und Musikpädagogin
- Thérèse-Dominique Farré (1830–1894), französische Nonne und Ordensgründerin
- Thérèse Glaesener-Hartmann (1858–1923), luxemburgische Porträt- und Stilllebenmalerin
- Thérèse Humbert (1855–nach 1939), französische Betrügerin
- Thérèse Levasseur († 1801), Lebensgefährtin von Jean-Jacques Rousseau
- Thérèse Liotard (* 1949), französische Schauspielerin
- Thérèse Meyer-Kaelin (* 1948), Schweizer Politikerin (CVP)
- Thérèse Nawrath (* 1984), deutsche Badmintonspielerin
- Thérèse Neguel (* 1981), kamerunische Fußballschiedsrichterin
- Thérèse Peltier (1873–1926), französische Bildhauerin und Flugpionierin
- Thérèse Pierre (1908–1943), französische Widerstandskämpferin und Lehrerin
- Thérèse Sagno (* 1976), guineische Fußballschiedsrichterin
- Thérèse Schwartze (1851–1918), niederländische Porträtmalerin
- Thérèse Sita-Bella (1933–2006), kamerunische Regisseurin und Journalistin
- Thérèse Steinmetz (* 1933), niederländische Schlagersängerin und Malerin
- Thérèse Wartel (1814–1865), französische Pianistin, Klavierlehrerin und Komponistin

weitere Vornamen
- Marie Thérèse Péroux d’Abany (1753–1821), französische Schriftstellerin
- Louise Marie Thérèse d’Artois (1819–1864), Prinzessin von Frankreich und Regentin des Herzogtums Parma, Piacenza und Guastalla
- Jean Thérèse de Beaumont d’Autichamp (1738–1831), französischer General
- Marie Thérèse Françoise Boisselet (1731–1800), Mätresse des französischen Königs Ludwig XV.
- Marie Thérèse de Bourbon-Condé (1666–1732), französische Adlige, durch Heirat Fürstin von Conti
- Elise Thérèse Daiwaille (1814–1881), niederländische Malerin von Stillleben und Lithografin
- Mbissine Thérèse Diop, senegalesische Schauspielerin
- Jean Marie Thérèse Doazan (1774–1839), französischer Beamter, letzter Präfekt des Département de Rhin-et-Moselle (1810–1814)
- Marie Thérèse Rodet Geoffrin (1699–1777), französische Salonnière
- Marie Thérèse Henderson, schottische Komponistin und Solosängerin
- Marie Thérèse Charlotte de Bourbon (1778–1851), Herzogin von Angoulême (ab 1799), Dauphine (1824–1830/36) und Titularkönigin von Frankreich (1836–1844)
- Louis de Sainte Thérèse Martini (1809–1883), italienischer Geistlicher
- Louise Thérèse de Montaignac (1820–1885), Gründerin der Oblatinnen des Heiligsten Herzens Jesu
- Alexis Thérèse Petit (1791–1820), französischer Physiker

### Terese / Teresė
- Terese Cannon (* 1995), US-amerikanische Beachvolleyballspielerin
- Terese Pedersen (* 1980), norwegische Handballspielerin
- Terese Robinson (1873–1945), deutsche Schriftstellerin und Übersetzerin
- Teresė Žižienė (1933–2022), litauische Ärztin, Ehrenbürger der Rajongemeinde Jonava

### Kunstfigur
- Therese Fabiani in Therese. Chronik eines Frauenlebens, Roman von Arthur Schnitzler aus dem Jahr 1928